# 小西聖子
小西 聖子（こにし たかこ、1954年 - ）は、日本の心理学者、武蔵野大学学長、教授。犯罪被害者学。

## 来歴
愛知県出身、東京大学教育学部教育心理学科卒、筑波大学医学専門学群卒、同大学院博士課程修了、1992年「司法精神鑑定例における女性殺人者の研究 -その類型と供述の分析」により筑波大学医学博士。1977年から1980年まで東京都心理判定員。1993年東京医科歯科大学難治疾患研究所犯罪被害者相談室長、1999年武蔵野女子大学教授、2002年校名変更により武蔵野大学教授。2025年武蔵野大学学長。
1992年『週刊朝日』にエッセイを連載して知られ、のちNHK人間大学にも出演した。主として強姦被害など女性への暴力とその後遺症について研究している。
1996年日本犯罪学会奨励賞、98年エイボン女性年度賞受賞、2004年より内閣府男女共同参画会議「女性に対する暴力に関する専門調査会」専門委員、2005年より内閣府犯罪被害者等施策推進会議委員。2010年、『ココロ医者、ホンを診る 本のカルテ10年分から』で第8回毎日書評賞受賞。

## 著書
- 『おしゃべり心理学』朝日新聞社 1993／白水Uブックス 2002
- 『犯罪被害者の心の傷』白水社 1996
- 『インパクト・オブ・トラウマ』朝日新聞社 1999
- 『ドメスティック・バイオレンス』白水社 2001
- 『トラウマの心理学 心の傷と向きあう方法』日本放送出版協会：NHKライブラリー　2001
- 『ココロ医者、ホンを診る 本のカルテ10年分から』武蔵野大学出版会　2009

### 編著
- 『犯罪被害者遺族 トラウマとサポート』（編著）東京書籍 1998
- 『被害者学と被害者心理』（講座被害者支援 第4巻）諸澤英道共編 東京法令出版 2001
- 『犯罪心理学 加害者のこころ、被害者のこころ』伊藤晋二共著 角川学芸出版 2003
- 『「悲しみ」の後遺症をケアする グリーフケア・トラウマケア入門』白井明美共著 武蔵野大学 2007
- 『犯罪被害者のメンタルヘルス』（編著）誠信書房 2008
- 『性暴力被害者への支援 臨床実践の現場から』上田鼓共編. 誠信書房, 2016.
- 『現代社会とメンタルヘルス 包摂と排除』中谷陽二 責任編集, 斎藤環,森田展彰共編集. 星和書店, 2020.10

### 翻訳
- B.H.スタム『二次的外傷性ストレス 臨床家、研究者、教育者のためのセルフケアの問題』金田ユリ子共訳 誠信書房 2003
- エドナ・B.フォア,エリザベス・A.ヘンブリー,バーバラ・O.ロスバウム『PTSDの持続エクスポージャー療法 トラウマ体験の情動処理のために』金吉晴と監訳 石丸径一郎,寺島瞳,本田りえ訳　星和書店　2009
- ロスバウム,フォア,ヘンブリー『PTSDの持続エクスポージャー療法ワークブック トラウマ体験からあなたの人生を取り戻すために』金吉晴と監訳 本田りえ,石丸径一郎,寺島瞳訳　星和書店　2012

## 解説
- 心的外傷と回復　ジュディス・L・ハーマン著　中井久夫訳　みすず書房　1999　解説では日本と米国におけるPTSDをめぐる問題について触れられている。

## TV出演
- 森田一義アワー 笑っていいとも!（フジテレビ）1989年～1990年、コーナーレギュラー